# Пласа-Сур
Пласа-Сур (исп. Isla Plaza Sur) — небольшой необитаемый остров у восточного побережья Санта-Крус  в составе островов Галапагос. Площадь 0,13 км², максимальная высота 23 м. Своё название остров получил в честь президента Эквадора Леонидаса Пласа Гутьерреса (1865—1932).
Пласа-Сур был образован лавой, излившейся вверх со дна океана. Вместе с Пласа-Норте он образует выступающий край кратера вулкана. Кальдера — это практически гавань для экскурсионных лодок. Остров очень популярен среди посетителей. Несмотря на свои небольшие размеры, здесь обитает большое количество видов животных. На крутых берегах можно увидеть большое количество птиц, таких как красноклювый фаэтон и галапагосская чайка. Здесь обитает большая колония морских игуан. На острове произрастают опунции Opuntia echios. В зависимости от сезона, суккулентные растения рода Sesuvium меняют свой цвет от интенсивного зелёного в сезон дождей до оранжевого и фиолетового в сухой сезон.